# Altuğ Ünlü
Altuğ Ünlü (* 8. November 1965 in Istanbul) ist ein deutscher Komponist, Theoretiker und Musikwissenschaftler türkischer Herkunft.

## Leben
Altuğ Ünlü lebt seit 1980 in Deutschland. Er studierte 1986–1991 an der Hochschule für Musik und Theater Hamburg in der Klasse von György Ligeti Komposition/Theorie und promovierte an der Universität Hamburg bei Constantin Floros in historischer Musikwissenschaft. Ünlü veröffentlichte bis heute zahlreiche musikwissenschaftliche Abhandlungen über Mozart, Chopin, Mahler, Wagner und Schönberg in Zeitschriften oder Büchern. Für sein kompositorisches Schaffen erhielt er 2000 das Bach-Preis-Stipendium der Stadt Hamburg. Seit dem Wintersemester 2000/2001 ist er Professor für Musiktheorie an der Robert Schumann Hochschule Düsseldorf. Von Juni 2022 bis Dezember 2022 war er beim Albrecht-Thaer-Gymnasium in Hamburg als Lehrer für Musik beschäftigt.

## Werke
Seit 2010 werden Ünlüs Werke bei dem Musikverlag Friedrich Hofmeister verlegt.

### Kammermusik
- Sonate für Flöte solo (1986/1987)
- Quintett für Klarinetten (1989); ein Kompositionsauftrag zum 800. Hafengeburtstag in Hamburg
- Suite für Violine solo (2000/2002)
- Streichtrio für Violinen und Cello (1998)
- 'Kölner Trio' für Flöte, Bariton-Saxophon und Viola (2014)
- 'Danses' für Perkussion solo (2014)
- 'Pfeiffer-Palindrome' für Mezzosopran oder Bariton und Gitarre (2015)
- Suite für Kontrabass solo (2016)
- 'Fantasie' für Flöte und Cello (2016)

### Klaviermusik
- Suite für Klavier solo (2000/2001)
- Constructions poétiques (2007/2008)

### Orgelwerke
- Suite für Orgel (2015)

### Instrumentalkonzerte
- Klavierkonzert - Hommage à Béla Bartók (1995)

### Orchesterwerke
- Variationen für Orchester - der Kuckuck (1996/1997)
- Passacaglia für Orchester (1999)
- Pipette und Airbrush - eine Farbstudie für Streichorchester (2008/2009)

### Oratorien
- Requiem (2012–2013); Kompositionsauftrag der Rellinger Kirche

### Instrumentalkadenzen
Kadenzen zu Violinkonzerten von W. A. Mozart:
- Kadenz zum 2. Satz aus dem Violinkonzert KV 216 (1997)
- Kadenz zum 2. Satz aus dem Violinkonzert KV 218 (1997)
- Kadenz zum 2. Satz aus dem Violinkonzert KV 219 (1997)

### Hörspiele
- Hörspielmusik zum NDR/DLR-Hörspiel-Mehrteiler Schnee (2006)

## Bibliografie
- Gustav Mahlers Klangwelt: Studien zur Instrumentation. Frankfurt am Main, Berlin, Bern, Bruxelles, New York, Oxford, Wien 2006

## Auszeichnungen
- 2000: Bach-Preis-Stipendium der Freien und Hansestadt Hamburg